# Zaslauye
Zaslauye (bielorruso: Засла́ўе) o Zaslavl (ruso: Засла́вль) es una ciudad subdistrital de Bielorrusia, perteneciente al raión de Minsk de la provincia de Minsk.
En 2023, la ciudad tenía una población de 17 419 habitantes.
Se ubica unos 10 km al noroeste de la capital nacional Minsk, en la salida de la carretera P28 que lleva a Maladziechna.

## Historia
Tiene su origen en una antigua fortaleza medieval de la Rus de Kiev, que según los restos arqueológicos se remonta a los siglos IX-X. En un documento de 1127 se menciona como la capital del principado de Iziaslavl. A finales del siglo XIII pasó a ser una ciudad propiedad de los duques del Gran Ducado de Lituania, hasta que en 1345 el gran duque Kęstutis entregó el señorío a su hermano Jaunutis, cuyos descendientes gobernaron las tierras en las décadas posteriores. En 1539 pasó a pertenecer a la familia noble Hlebavičiai y en 1678 a los Sapieha. En 1753 pasó a manos de Antony Pszadzetski, quien consiguió en 1772 que Estanislao II Poniatowski concediera a la ciudad cuatro ferias anuales y un mercado semanal.
En la partición de 1793 se integró en el Imperio ruso, que redujo su estatus al de un miasteczko y estableció aquí la sede de un vólost en el uyezd de Minsk. Siguió siendo un señorío hasta 1864, cuando las autoridades rusas lo confiscaron a los Prushinski por su participación en el Levantamiento de Enero. A partir de 1873 se desarrolló como poblado ferroviario al abrirse aquí una estación de la línea de ferrocarril de Liepāja a Romny. En 1921 se integró en la RSS de Bielorrusia, que lo clasificó como asentamiento de tipo urbano. Entre 1924 y 1959 fue capital distrital. Recuperó el título de ciudad en 1985.